# 圖策比
圖策比（Tučepi）是克羅埃西亞的一個小鎮，位於達爾馬提亞地區，在行政區劃上屬於斯普利特-達爾馬提亞縣。在2001年，這裡有人口1,763人。這裡的主要產業是旅遊業。

## 外部連結
维基共享资源上的相關多媒體資源：圖策比
- Tourist Board Tučepi （页面存档备份，存于）
- Tučepi Photos
- Hotels in Tucepi - Makarska riviera （页面存档备份，存于）

43°16′N 17°03′E / 43.267°N 17.050°E
1. ↑  . dalmacija.hr. Split-Dalmatia County.   [25 August 2015]. （原始内容存档于2015-08-22） （克罗地亚语）.